# Nati il 9 luglio
| Questa pagina contiene informazioni ricavate automaticamente dalle voci biografiche con l'ausilio del template Bio e di un bot. L'aggiornamento è periodico e automatico e ricostruisce completamente la pagina. Se manca una persona in questa lista, sei pregato di non aggiungerla, ma accertati piuttosto che la sua voce biografica contenga il template Bio e che i dati anagrafici siano correttamente compilati. Se il template Bio manca, inseriscilo tu stesso o, in alternativa, metti l'avviso {{tmp\|Bio}} che ne segnala la mancanza. Se i dati riportati sono sbagliati, correggi direttamente la voce biografica; le modifiche saranno visibili in questa lista entro pochi giorni. Per chiarimenti vedi il progetto biografie. La lista contiene solo le 1.118 persone che sono citate nell'enciclopedia e per le quali è stato implementato correttamente il template Bio. Pagina aggiornata al 17 ago 2025. |

## XIII secolo(3)
- 1212 - Bahram di Delhi, sultano († 1242)
- 1233 - Rosa da Viterbo, religiosa e santa italiana († 1251)
- 1249 - Kameyama, imperatore giapponese († 1305)

## XVI secolo(13)
- 1504 - Raffaello da Montelupo, scultore e architetto italiano († 1566)
- 1511 - Dorotea di Sassonia-Lauenburg, regina († 1571)
- 1512 - Fortunato Martinengo Cesaresco, nobile e letterato italiano († 1552)
- 1513 - Jan van Hembyze, politico belga († 1584)
- 1521 - Antonio Altoviti, arcivescovo cattolico italiano († 1573)
- 1526 - Elisabetta d'Asburgo, principessa († 1545)
- 1530 - Vratislav von Pernstein, politico ceco († 1582)
- 1556 - Elizabeth Finch, I contessa di Winchilsea, nobildonna inglese († 1634)
- 1563 - Orazio Gentileschi, pittore italiano († 1639)
- 1566 - Giovanni Ernesto di Sassonia-Eisenach, duca tedesco († 1638)
- 1577 - Thomas West, III barone De La Warr, nobile inglese († 1618)
- 1578 - Ferdinando II d'Asburgo, imperatore († 1637)
- 1582 - Anton Wolfradt, vescovo cattolico austriaco († 1639)

## XVII secolo(15)
- 1612 - Francesco Fracanzano, pittore italiano († 1656)
- 1624 - Lazzaro Mocenigo, ammiraglio italiano († 1657)
- 1639 - Giovanni Battista Lucini, pittore italiano († 1686)
- 1642 - Innico Caracciolo, cardinale e vescovo cattolico italiano († 1730)
- 1646 - Zeger Bernard van Espen, teologo belga († 1728)
- 1654 - Reigen, imperatore giapponese († 1732)
- 1659 - Serafina Brunelli, monaca cristiana italiana († 1729)
- 1670 - Filippo Carlo Spada, arcivescovo cattolico e patriarca cattolico italiano († 1742)
- 1682 - Francesco Landi, cardinale e arcivescovo cattolico italiano († 1757)
- 1682 - Guglielmo di Nassau-Zuylestein, II conte di Rochford, militare inglese († 1710)
- 1686 - Philip Livingston, imprenditore statunitense († 1749)
- 1688 - Niccolò Gualtieri, medico, zoologo e botanico italiano († 1744)
- 1689 - Alexis Piron, poeta e drammaturgo francese († 1773)
- 1697 - Paolo Anesi, pittore e incisore italiano († 1773)
- 1697 - Giovanni Benedetto Platti, compositore e musicista italiano († 1763)

## XVIII secolo(41)
- 1701 - Jean-Frédéric Phélypeaux de Maurepas, politico francese († 1781)
- 1713 - John Newbery, scrittore e editore britannico († 1767)
- 1721 - Johann Nikolaus Götz, poeta tedesco († 1781)
- 1724 - Agustín Rubín de Ceballos, vescovo cattolico spagnolo († 1793)
- 1736 - Carlo Pellegrini, vescovo cattolico italiano († 1822)
- 1744 - François-Guillaume Ménageot, pittore francese († 1816)
- 1749 - Anna Michajlovna Volkonskaja, nobildonna russa († 1824)
- 1750 - Batilde di Borbone-Orléans, nobile francese († 1822)
- 1751 - Nikolaj Petrovič Šeremetev, politico russo († 1809)
- 1753 - William Waldegrave, I barone Radstock, ammiraglio inglese († 1825)
- 1755 - Frances Wyndham, nobildonna inglese († 1795)
- 1757 - Laban Ainsworth, pastore protestante e compositore statunitense († 1858)
- 1758 - Lorenzo Tomini, presbitero e educatore italiano († 1840)
- 1764 - Louis-Pierre Baltard, architetto e incisore francese († 1846)
- 1764 - Esteban Agustín Gascón, politico e giudice argentino († 1824)
- 1764 - Ann Radcliffe, scrittrice britannica († 1823)
- 1766 - Johanna Schopenhauer, scrittrice e poetessa tedesca († 1838)
- 1768 - Cristiano Augusto di Schleswig-Holstein-Sonderburg-Augustenburg, principe danese († 1810)
- 1770 - Kaspar Max Droste zu Vischering, vescovo cattolico tedesco († 1846)
- 1770 - Giuseppe Raddi, botanico italiano († 1829)
- 1775 - Matthew Gregory Lewis, romanziere e drammaturgo britannico († 1818)
- 1777 - Henry Hallam, storico inglese († 1859)
- 1777 - Ignazio Pietro VII Jarweh, patriarca cattolico siriano († 1851)
- 1779 - Isabelle de Gélieu, scrittrice e traduttrice svizzera († 1834)
- 1781 - Cirilo de Alameda y Brea, cardinale e arcivescovo cattolico spagnolo († 1872)
- 1781 - Goffredo Casalis, abate e storico italiano († 1856)
- 1781 - Nikita Grigor'evič Volkonskij, nobile e militare russo († 1844)
- 1782 - Tomaso Catullo, naturalista, geologo e zoologo italiano († 1869)
- 1782 - Lancelot-Théodore Turpin de Crissé, scrittore e pittore francese († 1859)
- 1786 - Rudolf Schadow, scultore tedesco († 1822)
- 1786 - Sofia Elena Beatrice di Borbone-Francia, nobile francese († 1787)
- 1788 - Charlotte Sophia Leveson-Gower, nobildonna inglese († 1870)
- 1791 - Friedrich Adolf Ebert, bibliotecario e bibliografo tedesco († 1834)
- 1793 - Nicola Cianfanelli, pittore italiano († 1848)
- 1793 - Charles J. McDonald, politico e generale statunitense († 1860)
- 1794 - Boris Nikolaevič Jusupov, politico russo († 1849)
- 1795 - Cyrille Bissette, politico francese († 1858)
- 1796 - Sebastiano Mondolfo, banchiere e filantropo italiano († 1873)
- 1798 - Gustav Adolf Michaelis, ginecologo tedesco († 1848)
- 1799 - George Montagu, VI duca di Manchester, politico inglese († 1855)
- 1800 - Michail Fëdorovič Golicyn, ufficiale russo († 1873)

## XIX secolo(166)
- 1802 - Thomas Davenport, inventore statunitense († 1851)
- 1803 - Josep Caixal i Estradé, vescovo cattolico spagnolo († 1879)
- 1805 - József Szén, scacchista ungherese († 1857)
- 1806 - Giovanni Antonio Labus, scultore italiano († 1857)
- 1807 - Michele Fanoli, incisore e pittore italiano († 1876)
- 1809 - Damiano Assanti, patriota, politico e prefetto italiano († 1894)
- 1809 - Francesco Carbonieri, avvocato, patriota e politico italiano († 1866)
- 1809 - Svend Foyn, filantropo norvegese († 1894)
- 1809 - Friedrich Gustav Jakob Henle, anatomista, patologo e zoologo tedesco († 1885)
- 1812 - George Henry Kendrick Thwaites, botanico inglese († 1882)
- 1814 - Fausto Antonioli, pittore italiano († 1882)
- 1819 - Elias Howe, inventore statunitense († 1867)
- 1819 - Giuseppe de Spuches, poeta, traduttore e politico italiano († 1884)
- 1821 - George Cavendish-Bentinck, avvocato e politico inglese († 1891)
- 1822 - Gil-Pérès, attore teatrale francese († 1882)
- 1823 - Ugolino della Gherardesca, politico italiano († 1882)
- 1825 - Camila O'Gorman, argentina († 1848)
- 1828 - Luigi Oreglia di Santo Stefano, cardinale e arcivescovo cattolico italiano († 1913)
- 1829 - Augusto Ferri, scenografo e pittore italiano († 1895)
- 1830 - Henry Peach Robinson, fotografo britannico († 1901)
- 1831 - Wilhelm His, medico svizzero († 1904)
- 1831 - Giovanni Tamiotti, militare italiano († 1916)
- 1832 - Constance Quéniaux, modella e ballerina francese († 1908)
- 1832 - Tomás Estrada Palma, politico cubano († 1908)
- 1833 - Sousândrade, poeta brasiliano († 1902)
- 1833 - Florence Marryat, scrittrice e attrice teatrale inglese († 1899)
- 1833 - Josipina Turnograjska, scrittrice slovena († 1854)
- 1833 - Thomas Vickers, imprenditore e militare inglese († 1915)
- 1834 - Jan Neruda, scrittore, poeta e giornalista ceco († 1891)
- 1835 - William Dunnington Bloxham, politico statunitense († 1911)
- 1835 - William J. Northen, politico statunitense († 1913)
- 1836 - Ignazio Filì Astolfone, politico italiano († 1924)
- 1836 - Camille de Renesse, imprenditore e scrittore belga († 1904)
- 1836 - Auguste Viard, attivista francese († 1892)
- 1836 - Sofia di Nassau, regina tedesca († 1912)
- 1838 - Francesco Maria Imparati, arcivescovo cattolico italiano († 1892)
- 1838 - Gustav Uhlig, filologo classico e educatore tedesco († 1914)
- 1839 - Enrico Cruciani Alibrandi, ingegnere e politico italiano († 1921)
- 1839 - Giuseppe Ricciardi, vescovo cattolico italiano († 1908)
- 1840 - William Freeman Vilas, politico statunitense († 1908)
- 1842 - Clara Louise Kellogg, soprano statunitense († 1916)
- 1843 - Ernesto Pozzi, patriota, avvocato e politico italiano († 1904)
- 1845 - Luigi Bottazzo, organista e compositore italiano († 1924)
- 1845 - George Darwin, astronomo e matematico britannico († 1912)
- 1845 - Gilbert Elliot-Murray-Kynynmound, IV conte di Minto, nobile, militare e politico inglese († 1914)
- 1846 - Augusto Silj, cardinale italiano († 1926)
- 1846 - Giuseppe Vigoni, esploratore, geografo e politico italiano († 1914)
- 1847 - Wong Fei-hung, medico e artista marziale cinese († 1924)
- 1848 - Roberto I di Parma, duca († 1907)
- 1851 - Berthold Englisch, scacchista austriaco († 1897)
- 1853 - Édouard Rosset-Granger, pittore francese († 1934)
- 1856 - Michele Faloci Pulignani, presbitero, bibliotecario e storico italiano († 1940)
- 1856 - Daniel Guggenheim, imprenditore e filantropo statunitense († 1930)
- 1857 - Lindsay Bury, calciatore inglese († 1935)
- 1857 - Federico II di Baden, sovrano tedesco († 1928)
- 1858 - Franz Boas, antropologo tedesco († 1942)
- 1858 - Sultan Jahan, principessa indiano († 1930)
- 1858 - Henrik Tuma, politico e avvocato jugoslavo († 1935)
- 1859 - Wilhelm Hallwachs, fisico tedesco († 1922)
- 1859 - Emilio Longoni, pittore italiano († 1932)
- 1861 - William Burrell, armatore e filantropo britannico († 1958)
- 1861 - Giuseppe De Rossi, scrittore e giornalista italiano († 1945)
- 1861 - Franz Ritter Höfer von Feldsturm, generale austro-ungarico († 1918)
- 1862 - Andrea Niccoli, attore teatrale italiano († 1917)
- 1864 - Leon Dabo, pittore statunitense († 1960)
- 1864 - Niels Larsen Stevns, pittore e scultore danese († 1941)
- 1865 - Maria Storni Trevisan, scrittrice e nobile italiana († 1919)
- 1867 - Mario Casanuova Jerserinch, ammiraglio e politico italiano († 1949)
- 1867 - Malcolm Donald Murray, ufficiale scozzese († 1938)
- 1868 - Abraham Langlet, chimico svedese († 1936)
- 1868 - Gustav Noske, politico tedesco († 1946)
- 1868 - Alexandre Promio, regista e fotografo francese († 1926)
- 1869 - Mary Booth, medico australiana († 1956)
- 1869 - Dionigio Casaroli, arcivescovo cattolico italiano († 1966)
- 1869 - Ettore Gliozzi, linguista, pedagogista e storico italiano († 1962)
- 1870 - Mathew Beard, supercentenario statunitense († 1985)
- 1870 - Salvatore Gregorietti, pittore e decoratore italiano († 1952)
- 1870 - Albert Ward, regista e sceneggiatore britannico († 1956)
- 1871 - Jules Flandrin, pittore francese († 1947)
- 1871 - Otto Naegeli, medico svizzero († 1938)
- 1872 - Ejnar Nielsen, pittore danese († 1956)
- 1873 - Frederick Agnew Gill, giocatore di polo britannico († 1938)
- 1874 - Harry Corner, crickettista britannico († 1938)
- 1875 - Vittorio Rossi Pianelli, attore e regista italiano († 1953)
- 1876 - Arciero Bernini, fisico italiano († 1955)
- 1876 - Harry Lambart, regista e attore irlandese († 1949)
- 1876 - Honorio Pueyrredón, politico, diplomatico e giurista argentino († 1945)
- 1876 - Manara Valgimigli, filologo classico, grecista e poeta italiano († 1965)
- 1877 - William Albert Ablett, pittore francese († 1936)
- 1877 - Lorenzo Cozza, scultore italiano († 1965)
- 1877 - William Keble Martin, presbitero, botanico e illustratore britannico († 1969)
- 1877 - Filiberto Minozzi, pittore italiano († 1936)
- 1878 - Giuseppe Raimondi, politico italiano († 1955)
- 1878 - Richard Sheldon, pesista e discobolo statunitense († 1935)
- 1879 - Friedrich Adler, politico austriaco († 1960)
- 1879 - Ottorino Respighi, compositore, musicologo e direttore d'orchestra italiano († 1936)
- 1879 - Carlos Chagas, batteriologo e igienista brasiliano († 1934)
- 1881 - Arvid Andersson, tiratore di fune svedese († 1956)
- 1881 - Richard Hageman, compositore olandese († 1966)
- 1881 - Fred Jackman, regista, direttore della fotografia e effettista statunitense († 1959)
- 1881 - William Anthony McGuire, commediografo, produttore teatrale e sceneggiatore statunitense († 1940)
- 1882 - H.M. Horkheimer, produttore cinematografico e regista statunitense († 1962)
- 1882 - Gustaf Kilman, cavaliere svedese († 1946)
- 1882 - Charles Emil Ruthenberg, politico statunitense († 1927)
- 1884 - Filippo Addis, scrittore e critico letterario italiano († 1974)
- 1884 - Michail Markovič Borodin, politico e giornalista sovietico († 1951)
- 1884 - Gilda Marchiò, attrice italiana († 1954)
- 1885 - Tor Andræ, storico delle religioni e orientalista svedese († 1947)
- 1885 - Reginald Engelbach, egittologo e archeologo britannico († 1946)
- 1885 - Hesperia, attrice cinematografica italiana († 1959)
- 1885 - Richard Lund, attore svedese († 1960)
- 1885 - Luo Meizhen, centenaria cinese († 2013)
- 1885 - Giuseppe Perna, ciclista su strada italiano
- 1885 - Felicjan Sławoj Składkowski, medico, generale e politico polacco († 1962)
- 1885 - Caius Welcker, calciatore olandese († 1939)
- 1886 - Pierre Prüm, politico lussemburghese († 1950)
- 1887 - Saturnino Herrán, pittore messicano († 1918)
- 1887 - Emilio Mola, generale spagnolo († 1937)
- 1887 - Samuel Eliot Morison, ammiraglio e storico statunitense († 1976)
- 1887 - Antonio Pannullo, politico e magistrato italiano († 1960)
- 1887 - Florence Rockwell, attrice statunitense († 1964)
- 1888 - René Maupré, attore francese († 1976)
- 1888 - Gaston Quiribet, regista, direttore della fotografia e sceneggiatore francese († 1972)
- 1888 - Wang Yunwu, linguista e politico cinese († 1979)
- 1889 - James Chapin, ornitologo statunitense († 1964)
- 1889 - Jean Dabin, giurista belga († 1971)
- 1889 - Jan Kok, calciatore olandese († 1958)
- 1890 - Angelo Manaresi, politico e militare italiano († 1965)
- 1891 - Italo Zingarelli, giornalista italiano († 1979)
- 1892 - Aldo Beltricco, militare italiano († 1916)
- 1892 - Erik Herseth, velista norvegese († 1993)
- 1893 - Cecile Arnold, attrice statunitense († 1931)
- 1893 - Ramona Langley, attrice statunitense († 1983)
- 1893 - Fernando Lapalorcia, lottatore italiano († 1963)
- 1893 - Carlo Semenza, ingegnere e alpinista italiano († 1961)
- 1893 - Ryūkichi Tanaka, generale giapponese († 1972)
- 1893 - Dorothy Thompson, giornalista, scrittrice e conduttrice radiofonica statunitense († 1961)
- 1894 - Béatrice de Camondo, cavallerizza francese († 1945)
- 1894 - Alessandro Coppi, avvocato e politico italiano († 1956)
- 1894 - Pëtr Leonidovič Kapica, fisico sovietico († 1984)
- 1894 - Andreas Krogh, pattinatore artistico su ghiaccio norvegese († 1964)
- 1894 - Percy Spencer, ingegnere e inventore statunitense († 1970)
- 1895 - Gunnar Aaby, calciatore danese († 1966)
- 1895 - Anna Fougez, cantante e attrice italiana († 1966)
- 1895 - Alessandro Giuntoli, architetto italiano († 1980)
- 1896 - Tom Barlow, cestista statunitense († 1983)
- 1896 - William Cameron Townsend, missionario statunitense († 1982)
- 1896 - Maria Gomes Valentim, supercentenaria brasiliana († 2011)
- 1896 - Cullen Landis, attore statunitense († 1975)
- 1896 - Anton Reichard von Mauchenheim und Bechtoldsheim, generale tedesco († 1961)
- 1896 - Taulero Zulberti, giornalista, scrittore e traduttore italiano († 1980)
- 1897 - Jacques Millot, aracnologo francese († 1980)
- 1897 - Albert Coady Wedemeyer, generale statunitense († 1989)
- 1897 - Friedrich Wimmer, generale, avvocato e archeologo austriaco († 1965)
- 1898 - Edina Altara, illustratrice, decoratrice e pittrice italiana († 1983)
- 1898 - Marcel Delannoy, compositore francese († 1962)
- 1898 - Petăr Gabrovski, politico bulgaro († 1945)
- 1898 - Ferruccio Stefenelli, militare e diplomatico italiano († 1980)
- 1898 - Gerard Walschap, scrittore belga († 1989)
- 1899 - Corso Pecori Giraldi, ammiraglio italiano († 1964)
- 1900 - Terence Sydney Airey, generale britannico († 1983)
- 1900 - Nino Bertocchi, pittore, scrittore e critico d'arte italiano († 1956)
- 1900 - Fortunato Calcagno, politico italiano († 1966)
- 1900 - Viktor Hamburger, biologo tedesco († 2001)
- 1900 - Joseph LaShelle, direttore della fotografia statunitense († 1989)
- 1900 - Concetta Scaravaglione, scultrice e docente statunitense († 1975)

## XX secolo(848)
- 1901 - Barbara Cartland, scrittrice britannica († 2000)
- 1901 - Pietro Giuriati, calciatore italiano
- 1901 - Jester Hairston, compositore e attore statunitense († 2000)
- 1901 - Nikifor Mran'ka, drammaturgo, romanziere e insegnante russo († 1973)
- 1901 - Lou Polli, giocatore di baseball italiano († 2000)
- 1902 - Pablo Bartolucci, calciatore argentino († 1975)
- 1902 - Curzio Batini, ingegnere italiano († 1975)
- 1902 - Ricardo Montero, ciclista su strada spagnolo († 1984)
- 1902 - Gerhart Pohl, scrittore tedesco († 1966)
- 1904 - Luigi Boer, calciatore italiano († 1971)
- 1904 - Francesco Calasso, giurista italiano († 1965)
- 1904 - Carlota Jaramillo, cantante ecuadoriana († 1987)
- 1904 - Heinz Jost, militare, agente segreto e criminale di guerra tedesco († 1964)
- 1905 - Clarence Campbell, dirigente sportivo canadese († 1984)
- 1905 - Lionel White, scrittore e giornalista statunitense († 1985)
- 1906 - Hank Henry, attore, produttore cinematografico e produttore televisivo statunitense († 1981)
- 1906 - Elisabeth Lutyens, compositrice britannica († 1983)
- 1906 - Walter Sande, attore statunitense († 1971)
- 1906 - Amedeo Trilli, attore italiano († 1971)
- 1907 - Eddie Dean, attore e cantante statunitense († 1999)
- 1907 - Stefano Riccio, politico italiano († 2004)
- 1908 - Minor White, fotografo e docente statunitense († 1976)
- 1908 - Lucia di Borbone-Due Sicilie, principessa italiana († 2001)
- 1909 - Gilberto Concepcion de Gracia, politico portoricano († 1968)
- 1909 - Anna De Lauro Matera, politica italiana († 2003)
- 1909 - Sven Jonasson, calciatore svedese († 1984)
- 1909 - Basil Wolverton, fumettista statunitense († 1978)
- 1910 - Cesare Gnudi, storico dell'arte e funzionario italiano († 1981)
- 1910 - Libero Pollastri, calciatore italiano († 1986)
- 1911 - Ben Eastman, velocista e mezzofondista statunitense († 2002)
- 1911 - Simon Fraser, XV Lord Lovat, nobile e militare britannico († 1995)
- 1911 - Aleksandrs Laime, esploratore lettone († 1994)
- 1911 - Mervyn Peake, scrittore, pittore e illustratore inglese († 1968)
- 1911 - Karl Proisl, canoista austriaco († 1949)
- 1911 - Svetislav Valjarević, calciatore jugoslavo († 1996)
- 1911 - John Archibald Wheeler, fisico statunitense († 2008)
- 1912 - Maro Ajemian, pianista statunitense († 1978)
- 1912 - Luigi Masferrer Vila, religioso spagnolo († 1936)
- 1912 - Wilhelm Stadel, ginnasta tedesco († 1999)
- 1913 - Roberto Angeli, presbitero italiano († 1978)
- 1913 - Ted Grant, attivista britannico († 2006)
- 1913 - Francesco Boriani, calciatore e allenatore di calcio italiano († 2004)
- 1913 - Vittore Branca, filologo, critico letterario e italianista italiano († 2004)
- 1913 - Vincenzo Fusco, militare italiano († 1944)
- 1913 - Bruno Storti, sindacalista e politico italiano († 1994)
- 1914 - Rosario Lo Verde, imprenditore e dirigente sportivo italiano († 2008)
- 1914 - Willi Stoph, politico e generale tedesco († 1999)
- 1915 - Giovanni De Stefanis, ciclista su strada italiano († 2006)
- 1915 - David Diamond, compositore statunitense († 2005)
- 1915 - Emilia Docet, modella spagnola († 1995)
- 1915 - Giovanni Ghinazzi, aviatore italiano († 1986)
- 1915 - Marcel Thévenet, sollevatore francese († 1990)
- 1915 - Paolo Battino Vittorelli, giornalista, politico e scrittore italiano († 2003)
- 1915 - Marbeth Wright, attrice e cantante statunitense († 1939)
- 1916 - Edward Heath, politico e militare britannico († 2005)
- 1916 - Giuseppe Mendozza, militare italiano († 1943)
- 1916 - Emilio Po, ebanista e partigiano italiano († 1944)
- 1916 - José Salomón, calciatore argentino († 1990)
- 1917 - Kay Aldridge, attrice e modella statunitense († 1995)
- 1917 - Ina Ender, modella tedesca († 2008)
- 1917 - Mario Galassi, calciatore italiano († 1987)
- 1917 - Slim Wintermute, cestista e allenatore di pallacanestro statunitense
- 1918 - Herbert Brün, compositore e docente tedesco († 2000)
- 1918 - Reynaldo Creagh, cantante cubano († 2014)
- 1918 - Jessica Dublin, attrice statunitense († 2012)
- 1918 - Dick Esser, hockeista su prato olandese († 1979)
- 1918 - Nile Kinnick, giocatore di football americano statunitense († 1943)
- 1918 - Uppaluri Gopala Krishnamurti, filosofo e mistico indiano († 2007)
- 1918 - Sid Levine, cestista statunitense († 1999)
- 1918 - Annarosa Taddei, pianista e insegnante italiana († 2011)
- 1918 - Nicolaas Govert de Bruijn, matematico olandese († 2012)
- 1919 - Olin J. Eggen, astronomo statunitense († 1998)
- 1919 - Mario Pincherle, scrittore italiano († 2012)
- 1920 - Guido Guerrasio, regista, sceneggiatore e montatore italiano († 2015)
- 1920 - Arcangelo Zerbini, calciatore italiano († 1976)
- 1921 - Dakar, wrestler e attore peruviano († 2004)
- 1921 - Bruno Bussolin, militare italiano († 1944)
- 1921 - Albert Ducrocq, giornalista e saggista francese († 2001)
- 1921 - George Fields, cestista statunitense († 2014)
- 1921 - Luciana Fittaioli, politica italiana († 2007)
- 1921 - Clara Gessaga, attrice italiana († 2001)
- 1921 - Zorka Janů, attrice cecoslovacca († 1946)
- 1922 - Fran Curran, cestista statunitense († 2004)
- 1922 - Jamie Dawson, cestista statunitense († 2009)
- 1922 - Il'ja Jakovlevič Gurin, regista sovietico († 1994)
- 1922 - Guglielmo Mancinelli, politico italiano († 1998)
- 1922 - Jim Pollard, cestista, allenatore di pallacanestro e dirigente sportivo statunitense († 1993)
- 1922 - Manos Zacharias, regista sovietico
- 1922 - Peter Zander, attore tedesco († 2019)
- 1923 - Franco Carpanelli, architetto italiano († 2023)
- 1923 - Jean Couzy, alpinista francese († 1958)
- 1923 - Julio Musimessi, calciatore argentino († 1996)
- 1923 - Franco Russoli, museologo, critico d'arte e storico dell'arte italiano († 1977)
- 1924 - Giovanni Berlinguer, politico e medico italiano († 2015)
- 1924 - Pierre Cochereau, organista, insegnante e compositore francese († 1984)
- 1924 - Domenico Pace, schermidore italiano († 2022)
- 1925 - Cesare Bozzetti, filologo e critico letterario italiano († 1999)
- 1925 - Nerina De Walderstein, partigiana italiana († 2011)
- 1925 - Mary de Rachewiltz, poetessa e saggista italiana
- 1925 - Borislav Stanković, cestista, allenatore di pallacanestro e dirigente sportivo jugoslavo († 2020)
- 1926 - Murphy Anderson, fumettista statunitense († 2015)
- 1926 - Pedro Dellacha, allenatore di calcio e calciatore argentino († 2010)
- 1926 - Mathilde Krim, biologa e filantropa statunitense († 2018)
- 1926 - Ben Mottelson, fisico statunitense († 2022)
- 1926 - Peter Mullins, multiplista, cestista e allenatore di pallacanestro australiano († 2012)
- 1926 - Gigi Savoia, rugbista a 15 e allenatore di rugby a 15 italiano († 1997)
- 1926 - Elémire Zolla, scrittore, filosofo e storico delle religioni italiano († 2002)
- 1927 - Ed Ames, cantante, attore televisivo e dirigente sportivo statunitense († 2023)
- 1927 - Susan Cabot, attrice statunitense († 1986)
- 1927 - Joe Dolhon, cestista statunitense († 1981)
- 1927 - Richard N. Gardner, diplomatico e economista statunitense († 2019)
- 1927 - Red Kelly, hockeista su ghiaccio e allenatore di hockey su ghiaccio canadese († 2019)
- 1927 - George McLaughlin, mafioso statunitense
- 1927 - Emilio Picasso, fisico italiano († 2014)
- 1927 - Giuseppe Schirò, presbitero, archivista e storico italiano († 2007)
- 1927 - John F. Turner, architetto e urbanista britannico († 2023)
- 1927 - Yu Shizhi, attore cinese († 2013)
- 1928 - Federico Bahamontes, ciclista su strada e pistard spagnolo († 2023)
- 1928 - Coniugi Cavallini, cantastorie italiano († 2005)
- 1928 - Vince Edwards, attore, regista e cantante statunitense († 1996)
- 1928 - Antonio Forte, vescovo cattolico italiano († 2006)
- 1928 - Luigi Gandini, canottiere italiano († 1987)
- 1928 - Gino Lo Russo Toma, tenore italiano († 2000)
- 1928 - Leonardo Mattioli, illustratore italiano († 1999)
- 1928 - Giovanni Meazzo, ciclista su strada italiano († 2021)
- 1928 - Nikos Mīlas, cestista e allenatore di pallacanestro greco († 2019)
- 1928 - Juan Rodríguez, canottiere uruguaiano († 2019)
- 1928 - Marcel Schlechter, politico lussemburghese († 2023)
- 1929 - Gébé, disegnatore e fumettista francese († 2004)
- 1929 - Alberto Boatto, critico d'arte italiano († 2017)
- 1929 - Adolph Cornelis van Bruggen, entomologo e botanico olandese († 2016)
- 1929 - Chi Haotian, politico e generale cinese
- 1929 - Lee Hazlewood, cantante, compositore e produttore discografico statunitense († 2007)
- 1929 - Elon Lages Lima, matematico brasiliano († 2017)
- 1929 - Antonino Mistretta, medico italiano († 2002)
- 1929 - Rocco Montana, cantante italiano († 1967)
- 1929 - Christopher Morahan, regista britannico († 2017)
- 1929 - Isabel Sarli, attrice e modella argentina († 2019)
- 1930 - K. Balachander, regista e sceneggiatore indiano († 2014)
- 1930 - Sim Iness, discobolo statunitense († 1996)
- 1930 - Allan Lawrence, mezzofondista e maratoneta australiano († 2017)
- 1930 - Giampaolo Loddo, musicista, chitarrista e cantante italiano († 2022)
- 1930 - Hans Mühlethaler, scrittore e drammaturgo svizzero († 2016)
- 1930 - Stuart Williams, calciatore e allenatore di calcio gallese († 2013)
- 1930 - Giorgio de Marchis, scrittore, giornalista e critico d'arte italiano († 2009)
- 1931 - Luigi Campedelli, imprenditore e dirigente sportivo italiano († 1992)
- 1931 - Andrej Petrovič Kapica, geografo russo († 2011)
- 1931 - Oscar Nuccio, economista italiano († 2004)
- 1931 - Antonio Ventre, politico e avvocato italiano († 2022)
- 1932 - Lucia Modugno, attrice, regista teatrale e scrittrice italiana
- 1932 - Donald Rumsfeld, politico, militare e diplomatico statunitense († 2021)
- 1932 - Luigi Turolla, regista italiano († 2023)
- 1932 - Giacomo Zani, direttore d'orchestra e musicologo italiano († 2021)
- 1933 - Felipe Fernández, cestista argentino († 2012)
- 1933 - Nodar Gabunia, pianista, compositore e insegnante georgiano († 2000)
- 1933 - Ėlem Germanovič Klimov, regista russo († 2003)
- 1933 - Renato Pestriniero, scrittore italiano
- 1933 - Alieto Pieri, scrittore italiano († 2005)
- 1933 - Oliver Sacks, neurologo e scrittore britannico († 2015)
- 1933 - Siegfried Woitzat, calciatore tedesco orientale († 2008)
- 1934 - Colin Bailey, batterista britannico († 2021)
- 1934 - Ranulfo Cortés, calciatore messicano († 1994)
- 1934 - Michael Graves, architetto statunitense († 2015)
- 1934 - Nina Žuk, ex pattinatrice artistica su ghiaccio sovietica
- 1935 - Carol Arthur, attrice statunitense († 2020)
- 1935 - Marisa Bellisario, dirigente d'azienda italiana († 1988)
- 1935 - Wim Duisenberg, banchiere, politico e economista olandese († 2005)
- 1935 - Charles Grimes, canottiere statunitense († 2007)
- 1935 - Orazio Sapienza, sindacalista e politico italiano († 2006)
- 1935 - Mercedes Sosa, cantante e attivista argentina († 2009)
- 1935 - Michael Williams, attore britannico († 2001)
- 1936 - Lino Banfi, attore, comico e sceneggiatore italiano
- 1936 - James Hampton, attore statunitense († 2021)
- 1936 - Luciano Nicastri, filologo classico e latinista italiano († 2013)
- 1936 - Paolo Pestrin, calciatore italiano († 2009)
- 1936 - André Pronovost, ex hockeista su ghiaccio canadese
- 1936 - Dick Richards, regista, sceneggiatore e produttore cinematografico statunitense
- 1936 - Hiroshi Sasagawa, regista e sceneggiatore giapponese
- 1936 - Richard Wilson, attore, regista teatrale e attivista scozzese
- 1936 - David Zinman, direttore d'orchestra e violinista statunitense
- 1937 - Peter Beil, cantante, compositore e trombettista tedesco († 2007)
- 1937 - Clem Daniels, giocatore di football americano statunitense († 2019)
- 1937 - Roberto Gervaso, giornalista e scrittore italiano († 2020)
- 1937 - Henry Crichton, VI conte di Erne, nobile irlandese († 2015)
- 1937 - David Hockney, pittore, disegnatore e incisore britannico
- 1937 - Mauro Olivi, politico italiano
- 1937 - Barry Phillips-Moore, tennista australiano († 2023)
- 1937 - Massimo Pica Ciamarra, architetto italiano
- 1937 - Josef Vacenovský, calciatore cecoslovacco († 2023)
- 1938 - Lija Achedžakova, attrice e doppiatrice sovietica
- 1938 - Al Butler, cestista statunitense († 2000)
- 1938 - Frank Crüsemann, teologo tedesco
- 1938 - Brian Dennehy, attore e regista statunitense († 2020)
- 1938 - Georges Frêche, politico francese († 2010)
- 1938 - Gigi Petyx, fotoreporter italiano († 2022)
- 1938 - Philippe Pottier, calciatore svizzero († 1985)
- 1939 - Renato Bellinelli, ex calciatore italiano
- 1939 - Mario Da Pozzo, ex calciatore italiano
- 1939 - Alfredo Bruno Frassinelli, dirigente sportivo e calciatore italiano († 2005)
- 1939 - Ihor Myronovyč Kalynec', poeta ucraino († 2025)
- 1939 - Michael Jarboe Sheehan, arcivescovo cattolico statunitense († 2023)
- 1940 - Jair da Costa, calciatore brasiliano († 2025)
- 1940 - Alex Rebar, attore, sceneggiatore e produttore cinematografico statunitense († 2021)
- 1940 - Graham Stanton, biblista neozelandese († 2009)
- 1941 - Jim Benedek, allenatore di calcio e calciatore ungherese († 2009)
- 1941 - Tom Black, cestista statunitense († 2017)
- 1941 - Jan Lehane, ex tennista australiana
- 1941 - Hans-Gunnar Liljenwall, ex pentatleta svedese
- 1941 - Takahide Nakatani, ex judoka e allenatore di judo giapponese
- 1941 - Luciano Pacco, ex calciatore italiano
- 1942 - Diana Jorgova, ex lunghista bulgara
- 1942 - Denis Payot, avvocato svizzero († 1990)
- 1942 - Richard Roundtree, attore statunitense († 2023)
- 1942 - Edy Williams, attrice statunitense
- 1943 - Augusto Bedacarratz, aviatore argentino
- 1943 - John Casper, ex astronauta statunitense
- 1943 - Theresa Poh Lin Chan, scrittrice e docente singaporiana († 2016)
- 1943 - Sergej Diomidov, ginnasta uzbeko († 2024)
- 1943 - Manfred Eicher, bassista e produttore discografico tedesco
- 1943 - Ulf Lyfors, allenatore di calcio svedese († 2022)
- 1943 - Soledad Miranda, attrice spagnola († 1970)
- 1943 - David Pugh, allenatore di calcio e ex calciatore irlandese
- 1943 - Margareta Pâslaru, cantautrice e attrice rumena
- 1943 - Suzanne Rogers, attrice e ballerina statunitense
- 1943 - Arcangelo Sannicandro, avvocato e politico italiano
- 1943 - Miguel Ángel Tojo, ex calciatore argentino
- 1943 - Maurizio Verini, ex pilota automobilistico italiano
- 1944 - Renzo Corni, dirigente sportivo, allenatore di calcio e ex calciatore italiano
- 1944 - John Cunniff, allenatore di hockey su ghiaccio statunitense († 2002)
- 1944 - Flávio Minuano, ex calciatore brasiliano
- 1944 - Jiří Holík, ex hockeista su ghiaccio ceco
- 1944 - Viktor Borisovič Krivulin, poeta, scrittore e saggista russo († 2001)
- 1944 - Pietro Masala, sollevatore italiano († 1998)
- 1944 - Zdzisława Pabjańczyk, cestista polacca († 2011)
- 1944 - Jan Verheyen, ex calciatore belga
- 1945 - Erminio Boso, politico italiano († 2019)
- 1945 - Luigi D'Andrea, militare italiano († 1977)
- 1945 - Laurent Degos, medico e ematologo francese
- 1945 - Luciano Gelpi, politico e sindacalista italiano
- 1945 - Baudilio Jáuregui, ex calciatore uruguaiano
- 1945 - Dean Koontz, scrittore statunitense
- 1945 - Mohammed El Filali, ex calciatore marocchino
- 1945 - Mike Riordan, ex cestista statunitense
- 1945 - Silvano Tagliagambe, filosofo e fisico italiano
- 1946 - Giuseppe Crippa, politico italiano
- 1946 - Alida Ferrarini, soprano italiano († 2013)
- 1946 - Andrea Mantelli, fumettista, scrittore e editore italiano
- 1946 - John Michael Miller, arcivescovo cattolico canadese
- 1946 - Mitch Mitchell, batterista inglese († 2008)
- 1946 - Romolo Nottaris, alpinista e esploratore svizzero
- 1946 - Bon Scott, cantautore britannico († 1980)
- 1946 - Angela Similea, cantante e attrice rumena
- 1947 - Eddie Axberg, attore svedese
- 1947 - Mirabela Dauer, cantante rumena
- 1947 - Haruomi Hosono, musicista e produttore discografico giapponese
- 1947 - Jerney Kaagman, cantante olandese
- 1947 - László Klinga, ex lottatore ungherese
- 1947 - Jim Marurai, politico cookese († 2020)
- 1947 - Gian Stefano Milani, politico italiano
- 1947 - Margherita Petranzan, architetto e teorica dell'architettura italiana
- 1947 - Renato Piccoli, ex calciatore italiano
- 1947 - O. J. Simpson, giocatore di football americano e attore statunitense († 2024)
- 1948 - Ikram Antaki, scrittrice messicana († 2000)
- 1948 - Julio Correa, ex calciatore uruguaiano
- 1948 - Élie Doté, politico centrafricano
- 1948 - Jean Leonetti, politico francese
- 1948 - Laura Pennacchi, economista e politica italiana
- 1948 - Dorothea Werneck, economista e politica brasiliana
- 1949 - Raoul Cédras, generale haitiano
- 1949 - Roz Kaveney, scrittrice, poetessa e critica letteraria britannica
- 1950 - Gwen Guthrie, cantautrice e pianista statunitense († 1999)
- 1950 - Viktor Janukovyč, ex politico ucraino
- 1950 - Adriano Panatta, ex tennista, pilota motonautico e allenatore di tennis italiano
- 1950 - Ignatius Suharyo Hardjoatmodjo, cardinale e arcivescovo cattolico indonesiano
- 1951 - Chris Cooper, attore statunitense
- 1951 - Paolo Dalle Fratte, politico italiano († 2022)
- 1951 - Māris Gailis, politico lettone
- 1951 - Bjørn Halvorsen, ex calciatore norvegese
- 1951 - Mick Martin, ex calciatore irlandese
- 1951 - Maxie Parks, ex velocista statunitense
- 1952 - Paola Bolognesi, ex velocista italiana
- 1952 - Claudio Cappon, dirigente d'azienda e dirigente pubblico italiano
- 1952 - Jeffrey Deitch, gallerista statunitense
- 1952 - François Diederich, chimico lussemburghese († 2020)
- 1952 - Dino Greco, sindacalista, scrittore e giornalista italiano
- 1952 - Sandra Petrignani, scrittrice, giornalista e blogger italiana
- 1952 - Orazio Soricelli, arcivescovo cattolico italiano
- 1952 - John Tesh, pianista, compositore e personaggio televisivo statunitense
- 1952 - Franco Vaccari, psicologo italiano
- 1952 - Andrej Željazkov, ex calciatore bulgaro
- 1953 - George Bucci, ex cestista e ex giocatore di baseball statunitense
- 1953 - Dave Camp, politico e avvocato statunitense
- 1953 - Fernando Caride, attore argentino
- 1953 - Domenico Carpanini, politico italiano († 2001)
- 1953 - Major Jones, ex cestista statunitense
- 1953 - Lennart Larsson, ex calciatore svedese
- 1953 - Thomas Ligotti, scrittore e saggista statunitense
- 1953 - Walter Steding, artista, musicista e attore statunitense
- 1954 - Théophile Abega, calciatore camerunese († 2012)
- 1954 - Bouchraya Hammoudi Beyoun, politico saharawi
- 1954 - Ivan Cočev, lottatore bulgaro
- 1954 - Roberto Fernández, ex calciatore paraguaiano
- 1954 - Torbjörn Nilsson, allenatore di calcio e ex calciatore svedese
- 1954 - Kevin O'Leary, imprenditore e personaggio televisivo canadese
- 1955 - Herb Abrams, annunciatore televisivo e dirigente d'azienda statunitense († 1996)
- 1955 - Lisa Banes, attrice statunitense († 2021)
- 1955 - Steve Coppell, ex calciatore e allenatore di calcio inglese
- 1955 - Lindsey Graham, politico e militare statunitense
- 1955 - Werner Obschernikat, ex pallanuotista tedesco
- 1955 - Torsten Pettersson, poeta e scrittore finlandese
- 1955 - Paolo Priori, pilota motociclistico italiano
- 1955 - Enzo Rivellini, politico italiano
- 1955 - Sandro Ruotolo, giornalista e politico italiano
- 1955 - Jimmy Smits, attore statunitense
- 1956 - Luis Cabrera, ex calciatore argentino
- 1956 - Giampiero David, scacchista italiano
- 1956 - Alessio Fasano, pediatra italiano
- 1956 - Rubén Giacobetti, ex calciatore argentino
- 1956 - Tom Hanks, attore, regista e sceneggiatore statunitense
- 1956 - Harald Kloser, musicista, sceneggiatore e produttore cinematografico austriaco
- 1956 - Asha-Rose Migiro, politica tanzaniana
- 1956 - Bob Miller, ex cestista statunitense
- 1956 - Lucia Morselli, dirigente d'azienda italiana
- 1956 - Elisabetta Sgarbi, editrice e regista cinematografica italiana
- 1957 - Marc Almond, cantante britannico
- 1957 - Roland Bombardella, ex velocista lussemburghese
- 1957 - Siv Gustavsson, marciatrice svedese
- 1957 - Vladimír Kadlec, ex cestista cecoslovacco
- 1957 - Tim Kring, regista, sceneggiatore e produttore cinematografico statunitense
- 1957 - Nicola Labanca, storico italiano
- 1957 - Todd Lockwood, artista statunitense
- 1957 - Kelly McGillis, attrice statunitense
- 1957 - Jim Paxson, ex cestista e dirigente sportivo statunitense
- 1957 - Joe Steve Vásquez, arcivescovo cattolico statunitense
- 1958 - Pavol Blažek, ex marciatore slovacco
- 1958 - Fernando Braga, scacchista argentino
- 1958 - Marcin Michalski, ex cestista polacco
- 1958 - Jeannie Pepper, ex attrice pornografica statunitense
- 1958 - Marino Riccardi, politico sammarinese
- 1958 - Gary Victor, scrittore haitiano
- 1958 - Bruce Waibel, musicista statunitense († 2003)
- 1959 - Massimo Corvo, attore, doppiatore e direttore del doppiaggio italiano
- 1959 - Lucio Gallo, baritono italiano
- 1959 - Scott Garrett, politico e avvocato statunitense
- 1959 - Jim Kerr, cantante britannico
- 1959 - Kevin Nash, ex wrestler e attore statunitense
- 1959 - D.H. Peligro, batterista statunitense († 2022)
- 1959 - Víctor Manuel García Rodríguez, ex calciatore spagnolo
- 1960 - Michele Di Mauro, attore, doppiatore e regista teatrale italiano
- 1960 - Mark Getty, fotografo e imprenditore britannico
- 1960 - Giuseppe Lauricella, politico italiano
- 1960 - Giorgio Merlo, politico italiano
- 1960 - Marc Mero, ex wrestler statunitense
- 1960 - Giuseppe Testa, allenatore di calcio e ex calciatore italiano
- 1960 - Wanda Vázquez Garced, politica portoricana
- 1961 - Chris Anderson, saggista e giornalista statunitense
- 1961 - Federico Cervi, ex schermidore italiano
- 1961 - Raymond Cruz, attore statunitense
- 1961 - Giovanni Dellacasa, allenatore di calcio italiano
- 1961 - Martin Halm, attore, doppiatore e direttore del doppiaggio tedesco
- 1961 - Luca Rastello, scrittore e giornalista italiano († 2015)
- 1961 - Jorge Seré, ex calciatore uruguaiano
- 1961 - George Singleton, ex cestista statunitense
- 1962 - Jordan Belfort, scrittore, imprenditore e criminale statunitense
- 1962 - Gian Domenico Borasio, medico italiano
- 1962 - Marco Brunetti, vescovo cattolico italiano
- 1962 - Rossana Lombardo, ex velocista italiana
- 1962 - Salvatore Mugno, saggista, romanziere e traduttore italiano
- 1962 - Fulgence Muteba Mugalu, arcivescovo cattolico della Repubblica Democratica del Congo
- 1962 - Uwe Tschiskale, ex calciatore tedesco
- 1963 - Patrick Hürlimann, giocatore di curling svizzero
- 1963 - Sergej Ivanov, ex cestista e allenatore di pallacanestro russo
- 1963 - Yō Kitazawa, doppiatore giapponese
- 1963 - Curdin Morell, bobbista svizzero
- 1963 - Andrea Possenti, astrofisico italiano
- 1963 - Pier Antonio Torroni, ex calciatore italiano
- 1964 - Herbert Blunt, ex cestista statunitense
- 1964 - Roberto Carmenati, allenatore di pallacanestro e dirigente sportivo italiano
- 1964 - Moreno Cedroni, cuoco italiano
- 1964 - Ron Grandison, ex cestista statunitense
- 1964 - Courtney Love, cantautrice e attrice statunitense
- 1964 - Kazumi Kawai, attrice e cantante giapponese († 1997)
- 1964 - Oliga Macovchina, ex cestista moldava
- 1964 - Rainer Matsutani, regista, sceneggiatore e attore tedesco
- 1964 - Miyeegombyn Enkhbold, politico mongolo
- 1964 - Ralf Risse, ex cestista tedesco
- 1964 - Mietek Szcześniak, cantante polacco
- 1964 - Gianluca Vialli, calciatore, allenatore di calcio e dirigente sportivo italiano († 2023)
- 1964 - Gerald Lee Vincke, vescovo cattolico statunitense
- 1965 - Frank Bello, bassista statunitense
- 1965 - Nadine Capellmann, cavallerizza tedesca
- 1965 - Mladen Drijenčić, allenatore di pallacanestro bosniaco
- 1965 - K. Todd Freeman, attore statunitense
- 1965 - Thomas Jahn, regista e sceneggiatore tedesco
- 1965 - Heiko März, allenatore di calcio e ex calciatore tedesco orientale
- 1965 - Shōko Nakahara, attrice giapponese
- 1965 - Patrizia Nanz, politologa tedesca
- 1965 - David O'Hara, attore britannico
- 1965 - Natal'ja Pomoščnikova-Voronova, ex velocista russa
- 1965 - Jason Rhoades, artista statunitense († 2006)
- 1965 - Michael Spies, ex calciatore tedesco
- 1965 - Michele Tomasi, vescovo cattolico italiano
- 1965 - Richard Tsimba, rugbista a 15 zimbabwese († 2000)
- 1966 - Pamela Adlon, attrice, doppiatrice e sceneggiatrice statunitense
- 1966 - Pierangelo Avanzi, ex calciatore italiano
- 1966 - Pauline Davis-Thompson, ex velocista bahamense
- 1966 - Michele Di Lella, militare italiano
- 1966 - Carlo Frisi, comico, imitatore e cabarettista italiano
- 1966 - Marco Antonio González, pallanuotista spagnolo
- 1966 - Roberto Lorenzini, dirigente sportivo, allenatore di calcio e ex calciatore italiano
- 1966 - Eric Melvin, chitarrista statunitense
- 1966 - Paul Neu, wrestler statunitense
- 1966 - Amélie Nothomb, scrittrice belga
- 1966 - Kokos Panagī, ex calciatore cipriota
- 1966 - Salvatore Sincere, wrestler statunitense
- 1966 - Zoran Terzić, allenatore di pallavolo e ex pallavolista serbo
- 1967 - Michael Carruth, ex pugile irlandese
- 1967 - Jordan Lečkov, ex calciatore bulgaro
- 1967 - Khaled Lounici, allenatore di calcio, ex calciatore e ex giocatore di calcio a 5 algerino
- 1967 - Katalin Szécsi, ex cestista ungherese
- 1967 - Richard Webster, ex rugbista a 15 gallese
- 1968 - Álex Aguinaga, allenatore di calcio e ex calciatore ecuadoriano
- 1968 - Oleksandr Babij, ex calciatore ucraino
- 1968 - Paolo Di Canio, ex calciatore e allenatore di calcio italiano
- 1968 - Federico Guglielmo, violinista e direttore d'orchestra italiano
- 1968 - Elin Kristiansen, ex biatleta norvegese
- 1968 - Elisabetta Perrone, ex marciatrice italiana
- 1968 - Eduardo Santamarina, attore messicano
- 1968 - Giorgio Venturin, dirigente sportivo, allenatore di calcio e ex calciatore italiano
- 1968 - Arjan Xhumba, ex calciatore albanese
- 1969 - Alejandro Armenta Mier, politico messicano
- 1969 - Ivan Calcaterra, fumettista italiano
- 1969 - Munkhbayar Dorjsuren, tiratrice a segno mongola
- 1969 - Hilda Hassler, ex cestista svedese
- 1969 - Jason Kearton, ex calciatore australiano
- 1969 - Gert-Jan Segers, politico olandese
- 1969 - Jelena Mirković, ex cestista jugoslava
- 1970 - Ilmārs Bricis, ex biatleta lettone
- 1970 - Trent Green, ex giocatore di football americano statunitense
- 1970 - Ekaterina Sedia, scrittrice russa
- 1970 - Ian Nolan, ex calciatore nordirlandese
- 1970 - Masami Tsuda, fumettista giapponese
- 1971 - Olena Krasovs'ka, ex ostacolista ucraina
- 1971 - Marc Andreessen, informatico e imprenditore statunitense
- 1971 - Jonathan Clements, scrittore e sceneggiatore britannico
- 1971 - Scott Grimes, attore, doppiatore e musicista statunitense
- 1971 - Jeanette Lee, giocatrice di biliardo statunitense
- 1971 - Giusi Malato, ex pallanuotista e allenatrice di pallanuoto italiana
- 1971 - Melissa Morrison-Howard, ex ostacolista statunitense
- 1971 - Minoru Nakamura, pilota motociclistico giapponese
- 1971 - Markus Nüssli, bobbista svizzero
- 1971 - Ger Senden, ex calciatore olandese
- 1972 - Carmelo Floriddia, militare italiano
- 1972 - José Luis Galilea, ex cestista spagnolo
- 1972 - Garth Jennings, regista britannico
- 1972 - Derek Mills, ex velocista statunitense
- 1972 - Leonel Pontes, allenatore di calcio portoghese
- 1972 - Simon Tong, chitarrista e tastierista inglese
- 1973 - Tetahio Auraa, ex calciatore francese
- 1973 - Pete Kendall, ex giocatore di football americano statunitense
- 1973 - Shigeyoshi Mochizuki, dirigente sportivo, allenatore di calcio e ex calciatore giapponese
- 1973 - Enrique Murciano, attore statunitense
- 1973 - Piotr Paziński, scrittore, saggista e giornalista polacco
- 1973 - Tania Seino, cestista e allenatrice di pallacanestro cubana
- 1973 - Martina Semenzato, politica, dirigente d'azienda e dirigente sportiva italiana
- 1973 - James Walker, preparatore atletico e ex calciatore inglese
- 1973 - Nelson Zelaya, ex calciatore paraguaiano
- 1974 - Ross Antony, cantante, ballerino e conduttore televisivo britannico
- 1974 - Siân Berry, politica britannica
- 1974 - Juan Ignacio Carrasco, ex tennista spagnolo
- 1974 - Dave Cobb, produttore discografico statunitense
- 1974 - Gary Kelly, ex calciatore irlandese
- 1974 - Tsuyoshi Kusanagi, cantante e attore giapponese
- 1974 - Mauro Ottobre, politico italiano
- 1974 - Pete Parada, batterista statunitense
- 1974 - Robert Perinovic, ex giocatore di calcio a 5 australiano
- 1974 - Pablo Pinillos, ex calciatore spagnolo
- 1974 - Nikola Sarcevic, cantante svedese
- 1974 - Kārlis Skrastiņš, hockeista su ghiaccio lettone († 2011)
- 1974 - Jaro Slávik, produttore discografico e sceneggiatore slovacco
- 1974 - Stefano Ubertini, ingegnere italiano
- 1975 - Shelton Benjamin, wrestler statunitense
- 1975 - Isaac Brock, cantante e musicista statunitense
- 1975 - Diego Cafagna, marciatore italiano
- 1975 - Stefania Cavallaro, giornalista e conduttrice televisiva italiana
- 1975 - Isabella Cocuzza, produttrice cinematografica italiana
- 1975 - Jessica Folcker, cantante svedese
- 1975 - Gaizka Garitano, allenatore di calcio e ex calciatore spagnolo
- 1975 - Goran Granić, ex calciatore croato
- 1975 - Dmitrij Gudanov, ex ballerino russo
- 1975 - Daniel Křetínský, imprenditore e avvocato ceco
- 1975 - Myriam Lignot, sincronetta francese
- 1975 - Květa Peschke, ex tennista ceca
- 1975 - Ivajlo Petev, allenatore di calcio e ex calciatore bulgaro
- 1975 - Craig Quinnell, ex rugbista a 15 britannico
- 1975 - Ruggero de I Timidi, cantautore e comico italiano
- 1975 - Damián Szifrón, regista e sceneggiatore argentino
- 1975 - Jack White, cantautore, polistrumentista e produttore discografico statunitense
- 1976 - Adriano Barone, scrittore e sceneggiatore italiano
- 1976 - Chrīstos Charisīs, ex cestista greco
- 1976 - George Chuter, rugbista a 15 inglese
- 1976 - Thomas Cichon, allenatore di calcio e ex calciatore tedesco
- 1976 - Elliot Cowan, attore britannico
- 1976 - Emmanuelle Gagliardi, ex tennista svizzera
- 1976 - Nikola Jestratijević, ex cestista serbo
- 1976 - Jō Kanazawa, ex calciatore giapponese
- 1976 - Radike Samo, rugbista a 15 australiano
- 1976 - Fred Savage, attore, regista e produttore televisivo statunitense
- 1976 - Lady Coco, disc jockey italiana
- 1976 - Davide Sorrenti, fotografo italiano († 1997)
- 1976 - Jochem Uytdehaage, ex pattinatore di velocità su ghiaccio olandese
- 1977 - Ewa Da Cruz, attrice norvegese
- 1977 - Vitalij Gerasimov, generale russo
- 1977 - Alessandro Grazian, cantante, musicista e compositore italiano
- 1977 - Ben McAdoo, allenatore di football americano statunitense
- 1977 - Natsume Ono, fumettista giapponese
- 1977 - George Sotiropoulos, artista marziale misto australiano
- 1978 - Péter Cseperkáló, ex giocatore di football americano ungherese
- 1978 - Quentin Earl Darrington, attore e cantante statunitense
- 1978 - Nana Ekvtimishvili, regista cinematografica, sceneggiatrice e produttrice cinematografica georgiana
- 1978 - Kara Goucher, mezzofondista e maratoneta statunitense
- 1978 - Danka Ilić, ex cestista tedesca
- 1978 - Jaka Lakovič, allenatore di pallacanestro e ex cestista sloveno
- 1978 - Mark Medlock, cantante tedesco
- 1978 - Linda Park, attrice sudcoreana
- 1978 - Fernando Prass, ex calciatore brasiliano
- 1978 - Gul'nara Samitova-Galkina, siepista e mezzofondista russa
- 1978 - Adrián Sánchez, ex calciatore messicano
- 1979 - Patrice, musicista tedesco
- 1979 - Olivier Blondel, ex calciatore francese
- 1979 - Gary Cao, cantante e compositore malaysiano
- 1979 - Felipe Conceição, allenatore di calcio e ex calciatore brasiliano
- 1979 - Edniesha Curry, ex cestista e allenatrice di pallacanestro statunitense
- 1979 - Drew Hancock, regista, sceneggiatore e attore statunitense
- 1979 - Carlo Mazzoni, scrittore italiano
- 1979 - Kōji Nakata, ex calciatore giapponese
- 1979 - Yaquelín Plutín, ex cestista cubana
- 1979 - Marko Zlatić, pallavolista serbo
- 1980 - Svetlana Abrosimova, ex cestista russa
- 1980 - Charles Briceño, schermidore venezuelano
- 1980 - Roberta Caronia, attrice italiana
- 1980 - Argirios Giannikīs, allenatore di calcio greco
- 1980 - Francesco Gungui, scrittore italiano
- 1980 - Jhoel Herrera, ex calciatore peruviano
- 1980 - Jobie Hughes, scrittore statunitense
- 1980 - Antonella Manzoni, sciatrice d'erba italiana
- 1980 - Danijel Radiček, ex calciatore croato
- 1980 - Wil Traval, attore australiano
- 1980 - Lee Wei, attore, cantante e modello taiwanese
- 1980 - Chris Williams, cestista statunitense († 2017)
- 1981 - Zar Amir Ebrahimi, attrice iraniana
- 1981 - Dado Cavalcanti, allenatore di calcio brasiliano
- 1981 - Cho Jae-jin, ex calciatore sudcoreano
- 1981 - Justyna Jeziorna, ex cestista polacca
- 1981 - Jamie Thomas King, attore britannico
- 1981 - Stian Kristoffersen, ex giocatore di calcio a 5 e calciatore norvegese
- 1981 - Abdelkader Laïfaoui, ex calciatore algerino
- 1981 - Lee Chun-soo, allenatore di calcio e ex calciatore sudcoreano
- 1981 - Željko Ljubenović, ex calciatore serbo
- 1981 - Maurizio Oioli, ex skeletonista italiano
- 1981 - Claudio Sebastianutti, ex pallanuotista italiano
- 1981 - Rutger Smith, ex discobolo, ex pesista e allenatore di atletica leggera olandese
- 1981 - Dylan Taylor, attore canadese
- 1982 - Kozue Andō, calciatrice giapponese
- 1982 - Mace, disc jockey, beatmaker e produttore discografico italiano
- 1982 - Boštjan Cesar, ex calciatore sloveno
- 1982 - Céline Dumerc, cestista francese
- 1982 - Alecko Eskandarian, ex calciatore statunitense
- 1982 - Veronica Gentili, conduttrice televisiva, attrice e regista teatrale italiana
- 1982 - Toby Kebbell, attore britannico
- 1982 - Jackson Lima, ex calciatore brasiliano
- 1982 - Maggie Ma, attrice, cantante e ballerina canadese
- 1982 - Daniele Minelli, ex arbitro di calcio italiano
- 1982 - Jessica Moore, ex cestista statunitense
- 1982 - Aljaksej Papoŭ, allenatore di calcio a 5 e ex giocatore di calcio a 5 bielorusso
- 1982 - Sidnei dos Santos, ex pallavolista brasiliano
- 1982 - Preben Van Hecke, ex ciclista su strada belga
- 1982 - Sakon Yamamoto, ex pilota automobilistico e politico giapponese
- 1983 - Darren Cooper, ex cestista statunitense
- 1983 - David Gillick, velocista irlandese
- 1983 - Francesca Marcon, ex pallavolista italiana
- 1983 - Thierry Steinmetz, ex calciatore francese
- 1983 - Dereck Villafana, calciatore americo-verginiano
- 1983 - Chie Yoshizawa, ex pallavolista giapponese
- 1984 - Stevens Barclais, taekwondoka francese
- 1984 - Chris Campoli, hockeista su ghiaccio canadese
- 1984 - Alexandra Croak, ginnasta e tuffatrice australiana
- 1984 - Gianni Fabiano, allenatore di calcio e ex calciatore italiano
- 1984 - Olusoji Fasuba, velocista nigeriano
- 1984 - Marcel Felder, ex tennista uruguaiano
- 1984 - Tim Hagamen, schermidore statunitense
- 1984 - Hanna R. Hall, attrice statunitense
- 1984 - Blaže Ilijoski, ex calciatore macedone
- 1984 - Julius James, ex calciatore trinidadiano
- 1984 - Liam Rosenior, allenatore di calcio e ex calciatore britannico
- 1984 - Vanessa Selbst, giocatrice di poker statunitense
- 1984 - L.A. Tenorio, allenatore di pallacanestro e ex cestista filippino
- 1984 - Jesús Urbina, ex cestista venezuelano
- 1985 - Mirza Begić, ex cestista bosniaco
- 1985 - Nicola Cassio, nuotatore italiano
- 1985 - Aleksej Čeremisinov, schermidore russo
- 1985 - Brandon Currie, pilota motociclistico statunitense
- 1985 - Hans Peter Fischnaller, ex slittinista italiano
- 1985 - Matteo Gazzini, politico italiano
- 1985 - Elena Gigli, ex pallanuotista italiana
- 1985 - Alejandro Guerra, ex calciatore venezuelano
- 1985 - Irantzu Castrillo, ex calciatrice spagnola
- 1985 - Cristiane Justino, artista marziale misto e thaiboxer brasiliana
- 1985 - Ieva Kokoreviča, modella lettone
- 1985 - Paweł Korzeniowski, nuotatore polacco
- 1985 - Masashi Nishiyama, judoka giapponese
- 1985 - Alex Phillips, politica britannica
- 1985 - Pablo Vitti, ex calciatore argentino
- 1985 - Ben Watson, ex calciatore inglese
- 1985 - Ashley Young, calciatore inglese
- 1986 - Ole Johan Aas, allenatore di calcio, ex giocatore di calcio a 5 e ex calciatore norvegese
- 1986 - Aleksej Aravin, ex calciatore russo
- 1986 - Suzanne Bakker, allenatrice di calcio e ex calciatrice olandese
- 1986 - Sébastien Bassong, ex calciatore francese
- 1986 - Niccolò Beni, ex nuotatore italiano
- 1986 - Željko Brkić, allenatore di calcio e ex calciatore serbo
- 1986 - Antoine Cason, giocatore di football americano statunitense
- 1986 - Manuel Curto, ex calciatore portoghese
- 1986 - Kjartan Finnbogason, ex calciatore islandese
- 1986 - Li Ji, ex nuotatrice cinese
- 1986 - Andre Manders, ex calciatore bermudiano
- 1986 - Severo Meza, ex calciatore messicano
- 1986 - Genevieve Morton, modella sudafricana
- 1986 - Simon Orchard, hockeista su prato australiano
- 1986 - Jeff Rowe, regista, animatore e sceneggiatore statunitense
- 1986 - Talğat Sabalaqov, ex calciatore kazako
- 1986 - Katie Stam, modella statunitense
- 1986 - Kevin Thornton, calciatore irlandese
- 1986 - Brandon Uranowitz, attore statunitense
- 1986 - Kiely Williams, cantante e attrice statunitense
- 1987 - Euon Brown, calciatore grenadino
- 1987 - Marco Ferrone, ex pallanuotista italiano
- 1987 - Jonny Hayes, ex calciatore irlandese
- 1987 - Sammy Hernandez, attore statunitense
- 1987 - Gert Jõeäär, ciclista su strada estone
- 1987 - Bratislav Punoševac, ex calciatore serbo
- 1987 - Matteo Rubin, calciatore italiano
- 1987 - Norayr Sahakyan, ex calciatore armeno
- 1987 - Rebecca Sugar, animatrice e sceneggiatrice statunitense
- 1987 - Oleg Sîrghi, sollevatore moldavo
- 1987 - Nyika Williams, cestista sanvincentino
- 1987 - Justin Willis, artista marziale misto statunitense
- 1987 - Élodie Fontan, attrice francese
- 1988 - Elena Bonfanti, ex velocista italiana
- 1988 - Jahor Chatkevič, calciatore bielorusso
- 1988 - Allen Durham, cestista statunitense
- 1988 - Endre Fotland Knudsen, calciatore norvegese
- 1988 - Jonathan Hoyaux, cestista francese
- 1988 - Frode Larsen, ex calciatore norvegese
- 1988 - Belal Muhammad, artista marziale misto statunitense
- 1988 - Raul Rusescu, ex calciatore rumeno
- 1988 - Patrick Sullivan, ex cestista statunitense
- 1988 - Sebastián Vega, cestista argentino
- 1988 - Serpentwithfeet, cantante e compositore statunitense
- 1988 - Jakub Wójcicki, calciatore polacco
- 1989 - Cole Alexander, calciatore sudafricano
- 1989 - Ronaldo Alves, calciatore brasiliano
- 1989 - Gal Arel, allenatore di calcio e ex calciatore israeliano
- 1989 - Giorgia Benecchi, astista e ex ginnasta italiana
- 1989 - Lucia Bosetti, ex pallavolista italiana
- 1989 - Ousmane Coulibaly, ex calciatore francese
- 1989 - Charley Fomen, ex calciatore camerunese
- 1989 - Paweł Kal, ex calciatore polacco
- 1989 - Roman Koudelka, saltatore con gli sci ceco
- 1989 - Deniz Naki, calciatore tedesco
- 1989 - Jordan Owens, calciatore nordirlandese
- 1989 - Henry Pyrgos, rugbista a 15 britannico
- 1989 - Dani Schahin, ex calciatore ucraino
- 1989 - Zeynep Sever, modella belga
- 1990 - Aimer, cantautrice, compositrice e paroliera giapponese
- 1990 - Earl Bamber, pilota automobilistico neozelandese
- 1990 - Joe Corona, calciatore statunitense
- 1990 - Rebekah Gardner, cestista statunitense
- 1990 - Garrett Gilkey, giocatore di football americano statunitense
- 1990 - Sōsuke Ikematsu, attore e doppiatore giapponese
- 1990 - Lucas Lima, calciatore brasiliano
- 1990 - Nataly Michel, schermitrice messicana
- 1990 - Leandro Pimenta, calciatore portoghese
- 1990 - Rafael Pereira da Silva, ex calciatore brasiliano
- 1990 - Hitomi Saitō, pattinatrice di short track giapponese
- 1990 - Shayne Skov, giocatore di football americano statunitense
- 1990 - André Sousa, calciatore portoghese
- 1990 - Enda Stevens, calciatore irlandese
- 1990 - William Lebghil, attore e comico francese
- 1990 - Fábio Pereira da Silva, ex calciatore brasiliano
- 1991 - Christopher Austin, pallavolista statunitense
- 1991 - Gioia Barbieri, ex tennista italiana
- 1991 - Thomas Bishop, triatleta britannico
- 1991 - Kevin Chávez, tuffatore messicano
- 1991 - Marcus Guttmann, pallavolista austriaco
- 1991 - Sebastian Jezierzański, lottatore polacco
- 1991 - Jonathan Rodríguez Menéndez, calciatore spagnolo
- 1991 - Bashkim Kadrii, calciatore danese
- 1991 - Adrianne Lenker, cantante e chitarrista statunitense
- 1991 - Lovisa Lindh, mezzofondista svedese
- 1991 - Mitchel Musso, attore e cantante statunitense
- 1991 - Cristian Novoa, calciatore venezuelano
- 1991 - Ruairi O'Connor, attore irlandese
- 1991 - Bubu Palo, cestista statunitense
- 1991 - David Pel, tennista olandese
- 1991 - Riley Reid, attrice pornografica statunitense
- 1991 - Weston Richburg, giocatore di football americano statunitense
- 1991 - Maryna Sluckaja, judoka bielorussa
- 1991 - Nicolay Solberg, ex calciatore norvegese
- 1991 - Rasmus Thelander, calciatore danese
- 1991 - Victoire Thivisol, attrice francese
- 1991 - Janeliss Torres, pallavolista portoricana
- 1991 - Lisa Vitting, nuotatrice tedesca
- 1992 - Lolita Ananasova, nuotatrice artistica ucraina
- 1992 - Douglas Booth, attore e modello britannico
- 1992 - Juan Bustos, ex calciatore costaricano
- 1992 - Benazir Charles, modella olandese
- 1992 - Andrew Everett, wrestler statunitense
- 1992 - Sidimar, calciatore brasiliano
- 1992 - Matteo Ferro, rugbista a 15 italiano
- 1992 - Daniël de Jong, pilota automobilistico olandese
- 1992 - Adrián Jusino, calciatore boliviano
- 1992 - Toni Katić, cestista croato
- 1992 - Lea, cantante tedesca
- 1992 - Adrián Martín, pilota motociclistico spagnolo
- 1992 - Yvette Monreal, attrice statunitense
- 1992 - Tyler Olander, ex cestista statunitense
- 1992 - Jeremy Pope, attore, cantante e ballerino statunitense
- 1992 - Margaret Satupai, ex pesista, discobola e martellista samoana
- 1992 - Kristina Vaculik, ex ginnasta canadese
- 1992 - Borja Valle, calciatore spagnolo
- 1993 - David Andrade, calciatore messicano
- 1993 - Valentina Casaroli, calciatrice italiana
- 1993 - Temirlan Erlanov, calciatore kazako
- 1993 - Honey Gold, attrice pornografica statunitense
- 1993 - Ula Hafner, ex sciatrice alpina slovena
- 1993 - Il'ja Kutepov, calciatore russo
- 1993 - Mitch Larkin, nuotatore australiano
- 1993 - Léa Le Garrec, calciatrice francese
- 1993 - Bret Loehr, attore statunitense
- 1993 - Manuel Marras, calciatore italiano
- 1993 - Francesca Massobrio, martellista italiana
- 1993 - Silvia Njirić, tennista croata
- 1993 - Evgenija Pavlova, biatleta russa
- 1993 - Saskia Rosendahl, attrice tedesca
- 1993 - Declan Stacey, tuffatore australiano
- 1993 - Roberts Stumbris, cestista lettone
- 1993 - Ruth Winder, ciclista su strada e pistard statunitense
- 1993 - DeAndre Yedlin, calciatore statunitense
- 1994 - Daniel Bachmann, calciatore austriaco
- 1994 - Hugh Carthy, ciclista su strada britannico
- 1994 - Ousmane Diabaté, calciatore nigerino
- 1994 - Luka Đorđević, calciatore montenegrino
- 1994 - Alvin Jones, calciatore trinidadiano
- 1994 - Jonathan Bijimine, calciatore congolese (Repubblica Democratica del Congo)
- 1994 - Anatolij Katrič, calciatore russo
- 1994 - Kyree King, velocista statunitense
- 1994 - SG Lewis, cantautore, disc jockey e musicista britannico
- 1994 - Rónald Matarrita, calciatore costaricano
- 1994 - Jordan Mickey, cestista statunitense
- 1994 - Moumi Ngamaleu, calciatore camerunese
- 1994 - Pepe Oriola, pilota automobilistico spagnolo
- 1994 - Ėldžej, rapper russo
- 1995 - Alex Beddoes, mezzofondista cookese
- 1995 - Oderah Chidom, cestista statunitense
- 1995 - Oxana Corso, atleta paralimpica italiana
- 1995 - José Devecchi, calciatore argentino
- 1995 - Georgie Henley, attrice cinematografica britannica
- 1995 - Marko Janković, calciatore montenegrino
- 1995 - Aaron McEneff, calciatore irlandese
- 1995 - João Palhinha, calciatore portoghese
- 1995 - Michael Petrasso, calciatore canadese
- 1995 - Sandro Ramírez, calciatore spagnolo
- 1995 - Andreja Stevanović, cestista serbo
- 1995 - Renzo Tjon-A-Joe, nuotatore surinamese
- 1995 - Iftah Ziv, cestista israeliano
- 1996 - Metehan Akyel, cestista turco
- 1996 - Dan í Soylu, calciatore faroese
- 1996 - Aloïs Confais, calciatore francese
- 1996 - Sirlord Conteh, calciatore tedesco
- 1996 - Kevin Hervey, cestista statunitense
- 1996 - Alec Ingold, giocatore di football americano statunitense
- 1996 - Fjoart Jonuzi, calciatore albanese
- 1996 - Vladislavs Kurakins, calciatore lettone
- 1996 - Scott McMann, calciatore scozzese
- 1996 - Megan Nick, sciatrice freestyle statunitense
- 1996 - Brett Rypien, giocatore di football americano statunitense
- 1996 - Clement Twizere, calciatore norvegese
- 1996 - Yerko Urra, calciatore cileno
- 1996 - Kubilay Yilmaz, calciatore turco
- 1996 - Ivan Zot'ko, calciatore ucraino
- 1997 - Habitam Alemu, mezzofondista etiope
- 1997 - Ronaldo Andía, calciatore peruviano
- 1997 - Luca Clemenza, calciatore italiano
- 1997 - Anja Drev, sciatrice alpina slovena
- 1997 - Hanna Ihedioha, ex snowboarder tedesca
- 1997 - Manuel Maranda, calciatore austriaco
- 1997 - Katie McLaughlin, nuotatrice statunitense
- 1997 - Kyrian Nwoko, calciatore maltese
- 1997 - Christian Rivera, calciatore spagnolo
- 1997 - Francesco Romano, ciclista su strada italiano
- 1997 - Tatjana Smith, nuotatrice sudafricana
- 1997 - Lamar Stevens, cestista statunitense
- 1997 - Erland Tangvik, ex calciatore e giocatore di calcio a 5 norvegese
- 1997 - Phillip Tietz, calciatore tedesco
- 1997 - Iván Villar, calciatore spagnolo
- 1997 - Marco Weymans, calciatore belga
- 1998 - Lindy Ave, atleta paralimpica tedesca
- 1998 - Ross Blacklock, giocatore di football americano statunitense
- 1998 - Robert Capron, attore e doppiatore statunitense
- 1998 - Washington Corozo, calciatore ecuadoriano
- 1998 - Edgaras Dubickas, calciatore lituano
- 1998 - Darrynton Evans, giocatore di football americano statunitense
- 1998 - Ignacio Guerrico, calciatore argentino
- 1998 - Dennis Hadžikadunić, calciatore bosniaco
- 1998 - Daniel Johansen, calciatore faroese
- 1998 - Peter Kolesár, calciatore slovacco
- 1998 - Hugo Lapalus, fondista francese
- 1998 - Óscar Macías, calciatore messicano
- 1998 - Tsuyoshi Ogashiwa, calciatore giapponese
- 1998 - Rasmus Pedersen, pistard e ciclista su strada danese
- 1998 - Alejandra Paola Perez Lopez, atleta paralimpica venezuelana
- 1998 - Linda Patricia Perez Lopez, atleta paralimpica venezuelana
- 1998 - Alison Rigaglia, calciatrice italiana
- 1998 - Harry Sweeny, ciclista su strada australiano
- 1999 - Alban Ajdini, calciatore kosovaro
- 1999 - Vahan Bičaxčyan, calciatore armeno
- 1999 - Thomas Hasal, calciatore canadese
- 1999 - Matt Henningsen, giocatore di football americano statunitense
- 1999 - Lee Ji-sol, calciatore sudcoreano
- 1999 - Ivan Lepinjica, calciatore croato
- 1999 - Chengetayi Mapaya, triplista zimbabwese
- 1999 - Maria Martins, pistard e ciclista su strada portoghese
- 1999 - Juan Moreno, calciatore colombiano
- 1999 - Jaylen Nowell, cestista statunitense
- 1999 - Aleksa Pejić, calciatore serbo
- 1999 - Jordi Ramón, pallavolista spagnolo
- 1999 - Camille Rast, sciatrice alpina svizzera
- 1999 - Thibaud Verlinden, calciatore belga
- 2000 - Loïc Chable, sciatore alpino svizzero
- 2000 - Courtney Grosbeck, attrice e modella statunitense
- 2000 - Kliment Kolesnikov, nuotatore russo
- 2000 - Alhassan Koroma, calciatore sierraleonese
- 2000 - Flabián Londoño, calciatore colombiano
- 2000 - Zech Medley, calciatore inglese
- 2000 - Akira Sone, judoka giapponese
- 2000 - Mohamed Kalil Traoré, calciatore guineano
- 2000 - Mxmtoon, cantante statunitense

## XXI secolo(32)
- 2001 - Saymon, calciatore brasiliano
- 2001 - Goh Young-jun, calciatore sudcoreano
- 2001 - Lorenzo Lovato, cestista italiano
- 2001 - Riley McCusker, ginnasta statunitense
- 2001 - Luis Nlavo, calciatore equatoguineano
- 2001 - Damjan Pavlovic, calciatore serbo
- 2001 - Maisie Smith, attrice e cantante inglese
- 2001 - MC Tuto, cantante brasiliano
- 2002 - Amaury Cordeel, pilota automobilistico belga
- 2002 - Aaliyah Edwards, cestista canadese
- 2002 - Eirik Schau Giskås, sciatore alpino norvegese
- 2002 - Tieri Godame, calciatore centrafricano
- 2002 - Sana Gomes, calciatore guineense
- 2002 - Thomas Robinson, attore statunitense
- 2002 - Hugo Siquet, calciatore belga
- 2002 - Rasmus Søjberg Pedersen, ciclista su strada danese
- 2002 - Svetoslav Vucov, calciatore bulgaro
- 2003 - Conor Bradley, calciatore nordirlandese
- 2003 - Baltasar Rodríguez, calciatore argentino
- 2003 - Tobias Gulliksen, calciatore norvegese
- 2003 - Fedde Leysen, calciatore belga
- 2003 - Mateo Lisica, calciatore croato
- 2003 - Rodrigo Macedo, calciatore portoghese
- 2003 - Marcel Ruiz, attore portoricano
- 2004 - Trevor Etienne, giocatore di football americano statunitense
- 2004 - Jakub Jezierski, calciatore polacco
- 2004 - Maksim Kirėeŭ, calciatore bielorusso
- 2004 - Philipp Kälin, sciatore alpino svizzero
- 2005 - Juliette Mossard, calciatrice francese
- 2005 - Serge Ngoma, calciatore statunitense
- 2005 - Moussa Soumano, calciatore francese
- 2005 - Trần Thị Nhi Yến, velocista vietnamita